# Orthonevra vagabunda
Orthonevra vagabunda är en tvåvingeart som beskrevs av Violovitsh 1979. Orthonevra vagabunda ingår i släktet glansblomflugor, och familjen blomflugor. Inga underarter finns listade i Catalogue of Life.